# Зуев, Георгий Викторович
Гео́ргий Ви́кторович Зу́ев (род. 26 декабря 1958) — российский дипломат. Чрезвычайный и полномочный посол (2023).

## Биография
Окончил Московский государственный институт международных отношений (МГИМО) МИД СССР (1981). Владеет английским, арабским, французским и немецким языками. На дипломатической работе с 1981 года.
В 1997—1999 годах — заместитель директора Департамента Секретариат Министра МИД России.
В 2000—2004 годах — советник-посланник Посольства России в Ливии.
В 2005—2018 годах — заместитель директора Департамента кадров МИД России.
С 4 июня 2018 года — чрезвычайный и полномочный посол Российской Федерации в Новой Зеландии.
С 6 июля 2018 года — чрезвычайный и полномочный посол Российской Федерации в Самоа по совместительству.
С 8 сентября 2018 года — чрезвычайный и полномочный посол Российской Федерации в Тонге по совместительству.

## Дипломатический ранг
- Чрезвычайный и полномочный посланник 2 класса (25 августа 2004)[4].
- Чрезвычайный и полномочный посланник 1 класса (13 июня 2018)[5].
- Чрезвычайный и полномочный посол (2 октября 2023)[6].

## Награды
- Знак отличия «За безупречную службу» XXX лет (23 июня 2014) — За достигнутые трудовые успехи, значительный вклад в социально-экономическое развитие Российской Федерации, реализацию внешнеполитического курса Российской Федерации, заслуги в гуманитарной сфере, укреплении законности, защите прав и интересов граждан, многолетнюю добросовестную работу, активную законотворческую деятельность[7].

## Семья
Женат, имеет сына.